# Live: Right Here, Right Now
Live: Right Here, Right Now är ett livealbum av hårdrockgruppen Van Halen, utgivet 1993. Gruppen bestod då av Eddie Van Halen (gitarr), Alex Van Halen (trummor), Sammy Hagar (sång) och Michael Anthony (bas).

## Låtlista
Alla låtar skrivna av Michael Anthony, Sammy Hagar, Alex Van Halen och Edward Van Halen om inget annat anges.
Skiva ett
1. "Poundcake" – 5:28
2. "Judgement Day" – 4:52
3. "When It's Love" – 5:22
4. "Spanked" – 5:08
5. "Ain't Talkin' 'Bout Love" (Michael Anthony/David Lee Roth/Eddie Van Halen/Alex Van Halen) – 4:37
6. "In 'n' Out" – 6:20
7. "Dreams" – 4:49
8. "Man on a Mission" – 4:49
9. "Ultra Bass" – 5:15
10. "Pleasure Dome/Drum Solo" – 9:38
11. "Panama" (Michael Anthony/David Lee Roth/Eddie Van Halen/Alex Van Halen) – 6:39
12. "Love Walks In" – 5:14
13. "Runaround" – 5:21

Skiva två
1. "Right Now" – 6:13
2. "One Way to Rock" (Sammy Hagar) – 4:58
3. "Why Can't This Be Love?" – 5:22
4. "Give to Live" (Sammy Hagar) – 5:39
5. "Finish What Ya Started" – 5:50
6. "Best of Both Worlds" – 5:00
7. "316" – 11:37
8. "You Really Got Me/Cabo Wabo" (Ray Davies/Michael Anthony/Sammy Hagar/Eddie Van Halen/Alex Van Halen) – 7:58
9. "Won't Get Fooled Again" (Pete Townshend) – 5:41
10. "Jump" (Michael Anthony/David Lee Roth/Eddie Van Halen/Alex Van Halen) – 4:26
11. "Top of the World" – 4:59